# 1803 en littérature
| Années de la littérature : 1800 - 1801 - 1802 - 1803 - 1804 - 1805 - 1806    |
| Décennies de la littérature : 1770 - 1780 - 1790 - 1800 - 1810 - 1820 - 1830 |

Cet article présente les faits marquants de l'année 1803 en littérature.

## Événements
- 23 janvier (3 pluviôse an XI) : arrêté portant réorganisation de l'Institut national, qui fait virtuellement renaître l'Académie française, qui était fermée depuis 1793[1].

- 15 octobre : Germaine de Staël reçoit un ordre officiel d'exil à quarante lieues de Paris ; elle partage son temps entre le château de son père (Jacques Necker) à Coppet (canton de Vaud), où elle accueille ses amis (groupe de Coppet, avec Benjamin Constant) et des voyages en Europe[2].

## Parutions
- Grimod de La Reynière, Almanach des gourmands, Paris, Maradan, 1803 (présentation en ligne), début d'une publication annuelle de 1803 à 1812[3].

- Discours sur l’ancien et le nouveau style de la langue russe d’Alexandre Chichkov[4], qui défend la tradition contre les apports modernistes de l’historien Nikolaï Karamzine.

### Fictions
- The Mental Traveller, livre prophétique de William Blake, manuscrit publié en 1863.
- Barbara de Krüdener, Valérie : ou, Lettres de Gustave de Linar à Ernst de G…, Paris, De l'imprimerie de Giguet et Michaud, chez Henrichs, 1803 (s:Valérie), roman autobiographique.

- B.A. Picard, Le retour d’un émigré : ou mémoires de M. D’Olban, Paris, Pillot, 1803 (présentation en ligne).

- André-Robert Andréa de Nerciat, Le Diable au corps, œuvre posthume du très recommandable docteur Cazzoné, membre extraordinaire de la joyeuse Faculté phallo-coïto-pygo-glottonomique, 1803, roman libertin.

## Naissances
- 27 septembre : Prosper Mérimée, écrivain français († 23 septembre 1870).
- 25 novembre : Sofia Ahlbom, poétesse suédoise.
- Józefat Bolesław Ostrowski, écrivain polonais.

## Décès
- 5 septembre : Pierre Choderlos de Laclos, écrivain français, 56 ans (° 18 octobre 1741).
- 18 décembre : Johann Gottfried von Herder, poète, théologien et philosophe allemand.